# Liste des cantons du Morbihan

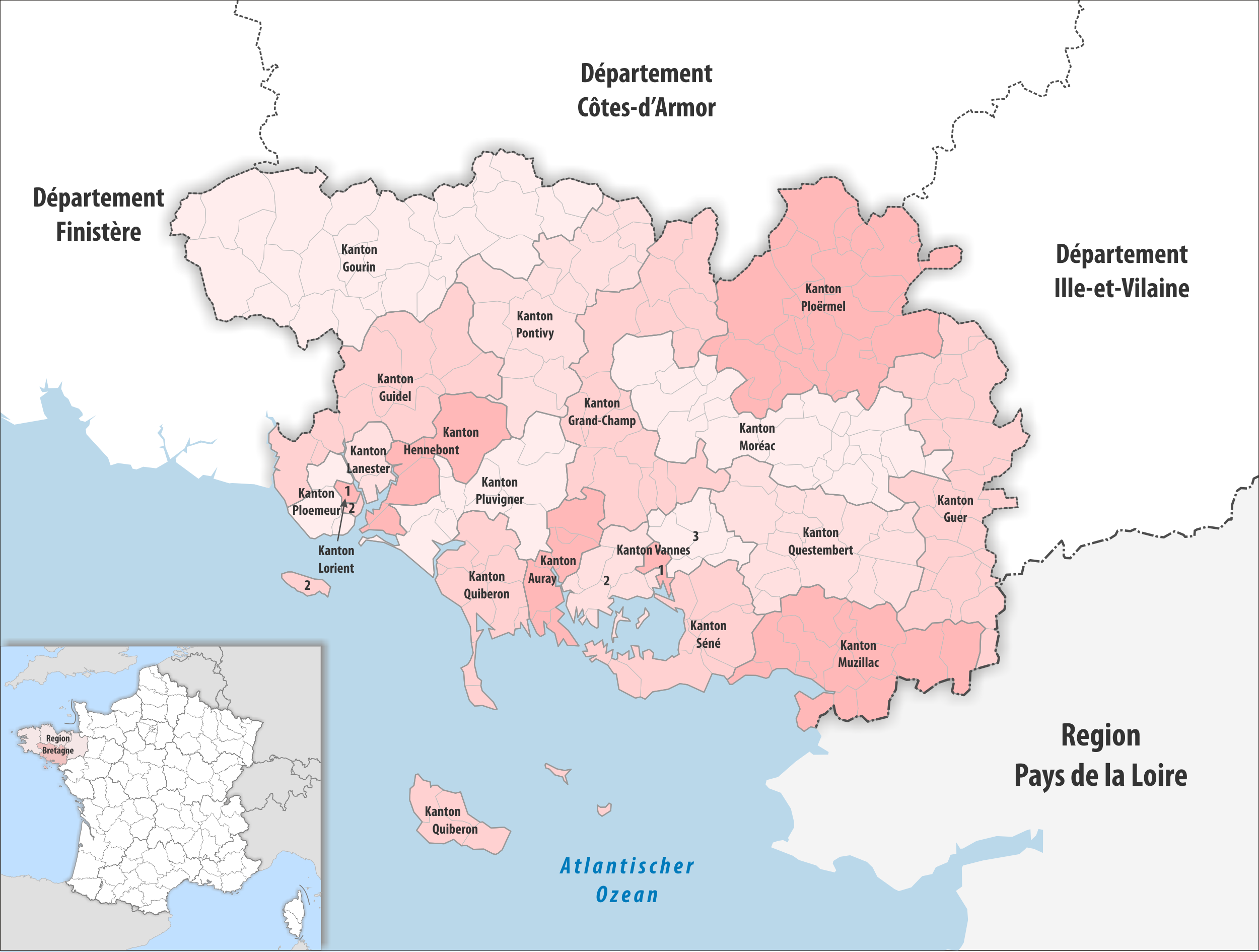
Découpage cantonal du département du Morbihan - Carte arrêtée au 1er janvier 2019.

Le département du Morbihan compte 21 cantons depuis le redécoupage cantonal de 2014 (42 cantons auparavant).

## Histoire

### Période de 1790 à 1982
Le département du Morbihan a été créé avec neuf districts et 71 cantons.
En 1797, les districts ont été supprimés et remplacés en 1800 par quatre arrondissements :
- Arrondissement de Lorient
- Arrondissement de Ploërmel
- Arrondissement de Pontivy
- Arrondissement de Vannes

En 1923, le canton de Groix est créé.
En septembre 1926, l'arrondissement de Ploërmel est supprimé.

### Période de 1982 à 2014
En 1982, les deux cantons de Vannes (Vannes-I et Vannes-II) sont réorganisés en trois cantons (Vannes-Ouest, Vannes-Centre et Vannes-Est), les deux cantons de Lorient (Lorient-I et Lorient-II) sont réorganisés en trois cantons (Lorient-Nord, Lorient-Centre et Lorient-Sud) par deux décrets successifs, et le canton de Lanester est créé en modifiant le canton de Plœmeur et le canton de Pont-Scorff,.
En 1985, la commune de Réminiac est détachée du canton de Malestroit et rattachée au canton de Guer.
La réorganisation territoriale de 2014 réduit de moitié le nombre de cantons du département, passant de 42 à 21.

#### Découpage de 1982 à 2014
Liste des 42 cantons du département du Morbihan, par arrondissement :
- arrondissement de Lorient (15 cantons - sous-préfecture : Lorient) :
canton d'Auray - canton de Belle-Île - canton de Belz - canton de Groix - canton d'Hennebont - canton de Lanester - canton de Lorient-Centre - canton de Lorient-Nord - canton de Lorient-Sud - canton de Plœmeur - canton de Plouay - canton de Pluvigner - canton de Pont-Scorff - canton de Port-Louis - canton de Quiberon

- arrondissement de Pontivy (10 cantons - sous-préfecture : Pontivy) :
canton de Baud - canton de Cléguérec - canton du Faouët - canton de Gourin - canton de Guémené-sur-Scorff - canton de Josselin - canton de Locminé - canton de Pontivy - canton de Rohan - canton de Saint-Jean-Brévelay

- arrondissement de Vannes (17 cantons - préfecture : Vannes) :
canton d'Allaire - canton d'Elven - canton de La Gacilly - canton de Grand-Champ - canton de Guer - canton de Malestroit - canton de Mauron - canton de Muzillac - canton de Ploërmel - canton de Questembert - canton de La Roche-Bernard - canton de Rochefort-en-Terre - canton de Sarzeau - canton de La Trinité-Porhoët - canton de Vannes-Centre - canton de Vannes-Est - canton de Vannes-Ouest

#### Homonymies
Il n'y a pas d'homonymie pour les anciens cantons de Port-Louis, Baud et du Faouët (mais il en existe pour les communes chefs-lieux).

### Redécoupage cantonal de 2014
Dans la poursuite de la réforme territoriale engagée en 2010, l'Assemblée nationale adopte définitivement le 17 avril 2013 la réforme du mode de scrutin pour les élections départementales destinée à garantir la parité hommes/femmes. Les lois (loi organique 2013-402 et loi 2013-403) sont promulguées le 17 mai 2013. Un nouveau découpage territorial est défini par décret du 21 février 2014 pour le département du Morbihan. Celui-ci entre en vigueur lors du premier renouvellement général des assemblées départementales suivant la publication du décret, soit en mars 2015. Les conseillers départementaux sont élus au scrutin majoritaire binominal mixte. Les électeurs de chaque canton éliront au Conseil départemental, nouvelle appellation des Conseils généraux, deux membres de sexe différent, qui se présenteront en binôme de candidats. Les conseillers départementaux seront élus pour 6 ans au scrutin binominal majoritaire à deux tours, l'accès au second tour nécessitant 10 % des inscrits au 1er tour. En outre la totalité des conseillers départementaux est renouvelée.
Ce nouveau mode de scrutin nécessite un redécoupage des cantons dont le nombre est divisé par deux avec arrondi à l'unité impaire supérieure si ce nombre n'est pas entier impair et avec des conditions de seuils minimaux. Dans le Morbihan le nombre de cantons passe ainsi de 42 à 21.
Les critères du remodelage cantonal sont les suivants : le territoire de chaque canton doit être défini sur des bases essentiellement démographiques, le territoire de chaque canton doit être continu et les communes de moins de 3 500 habitants sont entièrement comprises dans le même canton. Il n’est fait référence, ni aux limites des arrondissements, ni à celles des circonscriptions législatives.
Conformément à de multiples décisions du Conseil constitutionnel depuis 1985 et notamment  sa décision no 2010-618 DC du 9 décembre 2010,  il est admis que le principe d’égalité des électeurs au regard des critères démographiques est respecté lorsque le ratio conseiller/habitant de la circonscription est compris dans une fourchette de 20 % de part et d'autre du ratio moyen conseiller/habitant du département. Pour le département de la Morbihan, la population de référence est la population légale en vigueur au 1er janvier 2013, à savoir la population millésimée 2010, soit 721 657 habitants. Avec 21 cantons la population moyenne par conseiller départemental est de 34 365 habitants. Ainsi la population de chaque nouveau canton doit-elle être comprise entre 27 492 habitants et 41 238 habitants pour respecter le principe de l'égalité citoyenne au vu des critères démographiques.

#### Décret de 2019
À la suite de la création dans le Morbihan, à partir de 2015, de plusieurs communes nouvelles, la liste des communes de plusieurs cantons est actualisée  par un décret du 7 novembre 2019.

## Composition actuelle

### Composition détaillée
| N° | Nom du Canton | Bureau centralisateur | Population(2022) | Nombre de communes   | Communes composant le canton |  |
| -- | ------------- | --------------------- | ---------------- | -------------------- | --- |  |
| 1  | Auray         | Auray                 | 34 315           | 7                    | Auray, Crach, Locmariaquer, Plumergat, Pluneret, Saint-Philibert, Sainte-Anne-d'Auray. |  |
| 2  | Gourin        | Gourin                | 33 900           | 29                   | Berné, Cléguérec, Le Croisty, Le Faouët, Gourin, Guémené-sur-Scorff, Guiscriff, Kergrist, Kernascléden, Langoëlan, Langonnet, Lanvénégen, Lignol, Locmalo, Malguénac, Meslan, Neulliac, Persquen, Ploërdut, Plouray, Priziac, Roudouallec, Le Saint, Saint-Aignan, Saint-Caradec-Trégomel, Saint-Tugdual, Sainte-Brigitte, Séglien, Silfiac. |  |
| 3  | Grand-Champ   | Grand-Champ           | 38 587           | 17                   | Brandivy, Bréhan, La Chapelle-Neuve, Colpo, Crédin, Évellys, Grand-Champ, Locmaria-Grand-Champ, Locminé, Locqueltas, Moustoir-Ac, Plaudren, Pleugriffet, Plumelin, Radenac, Réguiny, Rohan. |  |
| 4  | Guer          | Guer                  | 39 884           | 23                   | Allaire, Augan, Béganne, Beignon, Carentoir, Cournon, Les Fougerêts, La Gacilly, Guer, Monteneuf, Peillac, Porcaro, Réminiac, Rieux, Saint-Gorgon, Saint-Jacut-les-Pins, Saint-Jean-la-Poterie, Saint-Malo-de-Beignon, Saint-Martin-sur-Oust, Saint-Perreux, Saint-Vincent-sur-Oust, Théhillac, Tréal. |  |
| 5  | Guidel        | Guidel                | 42 591           | 11                   | Bubry, Calan, Cléguer, Gestel, Guidel, Inguiniel, Inzinzac-Lochrist, Lanvaudan, Plouay, Pont-Scorff, Quistinic. |  |
| 6  | Hennebont     | Hennebont             | 43 487           | 6                    | Hennebont, Kervignac, Languidic, Locmiquélic, Port-Louis, Riantec. |  |
| 7  | Lanester      | Lanester              | 30 298           | 2                    | Caudan, Lanester. |  |
| 8  | Lorient-1     | Lorient               | 29 573           | fraction Lorient     | Partie de la commune de Lorient située au nord d'une ligne définie par l'axe des voies et limites suivantes : depuis la limite territoriale de la commune de Ploemeur, rue de Lanveur, rue de Kerjulaude, rue de Merville, avenue Jean-Jaurès, avenue Anatole-France, avenue du Faouedic, boulevard du Général-Leclerc, boulevard Emmanuel-Svob, boulevard d'Oradour-sur-Glane, ligne de chemin de fer, rue Etienne-Guillamet, ligne droite perpendiculaire à la rue Louis-Guiguen, au niveau de l'extrémité de la rue Henri-Sellier, jusqu'à la limite territoriale de la commune de Lanester. |  |
| 9  | Lorient-2     | Lorient               | 30 937           | 1 + fraction Lorient | 1° La commune suivante : Groix. 2° La partie de la commune de Lorient non incluse dans le canton de Lorient-1. |  |
| 10 | Moréac        | Moréac                | 35 093           | 23                   | Bignan, Billio, Bohal, Buléon, Caro, Guéhenno, Lizio, Malestroit, Missiriac, Moréac, Pleucadeuc, Plumelec, Ruffiac, Saint-Abraham, Saint-Allouestre, Saint-Congard, Saint-Guyomard, Saint-Jean-Brévelay, Saint-Laurent-sur-Oust, Saint-Marcel, Saint-Nicolas-du-Tertre, Sérent, Val d'Oust. |  |
| 11 | Muzillac      | Muzillac              | 35 771           | 15                   | Ambon, Arzal, Billiers, Camoël, Damgan, Férel, Le Guerno, Marzan, Muzillac, Nivillac, Noyal-Muzillac, Péaule, Pénestin, La Roche-Bernard, Saint-Dolay. |  |
| 12 | Plœmeur       | Ploemeur              | 36 147           | 3                    | Larmor-Plage, Ploemeur, Quéven. |  |
| 13 | Ploërmel      | Ploërmel              | 40 034           | 29                   | Brignac, Campénéac, Concoret, La Croix-Helléan, Cruguel, Évriguet, Forges de Lanouée, Gourhel, La Grée-Saint-Laurent, Guégon, Guillac, Guilliers, Helléan, Josselin, Lantillac, Loyat, Mauron, Ménéac, Mohon, Montertelot, Néant-sur-Yvel, Ploërmel, Saint-Brieuc-de-Mauron, Saint-Léry, Saint-Malo-des-Trois-Fontaines, Saint-Servant, Taupont, Tréhorenteuc, La Trinité-Porhoët. |  |
| 14 | Pluvigner     | Pluvigner             | 38 064           | 11                   | Brandérion, Brech, Camors, Gâvres, Landaul, Landévant, Merlevenez, Nostang, Plouhinec, Pluvigner, Sainte-Hélène. |  |
| 15 | Pontivy       | Pontivy               | 42 726           | 14                   | Baud, Gueltas, Guénin, Guern, Kerfourn, Melrand, Noyal-Pontivy, Pluméliau-Bieuzy, Pontivy, Saint-Barthélemy, Saint-Gérand-Croixanvec, Saint-Gonnery, Saint-Thuriau, Le Sourn. |  |
| 16 | Questembert   | Questembert           | 36 155           | 16                   | Berric, Caden, Le Cours, Elven, Larré, Lauzach, Limerzel, Malansac, Molac, Pluherlin, Questembert, Rochefort-en-Terre, Saint-Gravé, Sulniac, Trédion, La Vraie-Croix. |  |
| 17 | Quiberon      | Quiberon              | 37 896           | 16                   | Bangor, Belz, Carnac, Erdeven, Étel, Hœdic, Île-d'Houat, Locmaria, Locoal-Mendon, Le Palais, Ploemel, Plouharnel, Quiberon, Saint-Pierre-Quiberon, Sauzon, La Trinité-sur-Mer. |  |
| 18 | Séné          | Séné                  | 40 716           | 10                   | Arzon, Le Hézo, Saint-Armel, Saint-Gildas-de-Rhuys, Sarzeau, Séné, Surzur, Theix-Noyalo, Le Tour-du-Parc, La Trinité-Surzur. |  |
| 19 | Vannes-1      | Vannes                | 33 190           | fraction Vannes      | Partie centrale de la commune de Vannes située : 1° À l'est d'une ligne définie par l'axe des voies et limites suivantes : depuis la limite territoriale de la commune d'Arradon, boulevard des Iles (route départementale 101), rue Jérôme-d'Arradon, rue Pasteur, rue Jeanne-d'Arc, rue Joseph-Sauveur, rue Albert-Ier, rue Victor-Basch, rue Henri-Dunant (résidences Henri-Dunant et François-Fromentin exclues), rue du Lieutenant-François-Fromentin, rue Hélène-Boucher, rue Louis-Martin-Chauffier (résidence Gwened-II exclue), rue Winston-Churchill, rue Gillot-de-Kerarden, rue Guillaume-Le Bartz, rue Michel-de-Montaigne, rue Winston-Churchill, chemin des Salines, jusqu'à la pointe des Emigrés ; 2° À l'ouest d'une ligne définie par l'axe des voies et limites suivantes : depuis la limite territoriale de la commune de Saint-Avé, ligne de chemin de fer, avenue Favrel-et-Lincy, rue des Quatre-Frères-Creach, rue des deux-Frères-Joubaud, allée Aimé-Césaire, rue Anatole-Le-Braz, rue Ernest-Renan (limite caserne/zone d'habitat), avenue de Verdun, rue de Saint-Gildas (limite caserne/zone d'habitat), avenue Edouard-Herriot, boulevard de la Paix, place du Maréchal-Lyautey, rue du Lieutenant-Colonel-Maury, rue Francis-Decker, rue Jehan-de-Bazvalan, rue Jean-Martin, rue Alfred-Roth, rue des Ursulines, rue Monseigneur-Tréhiou, rue Jean-Jaurès (route départementale 199), avenue Raymond-Marcellin, jusqu'à la limite territoriale de la commune de Séné. |  |
| 20 | Vannes-2      | Vannes                | 41 270           | 9 + fraction Vannes  | 1° Les communes suivantes : Arradon, Baden, Bono, Île-aux-Moines, Île-d'Arz, Larmor-Baden, Plescop, Ploeren, Plougoumelen. 2° La partie de la commune de Vannes située à l'ouest d'une ligne définie par l'axe des voies et limites suivantes : depuis la limite territoriale de la commune d'Arradon, boulevard des Îles (route départementale 101), rue Jérôme-d'Arradon, rue Pasteur, rue Jeanne-d'Arc, rue Joseph-Sauveur, rue Albert-Ier, rue Victor-Basch, rue Henri-Dunant (résidences Henri-Dunant et François-Fromentin incluses), rue du Lieutenant-François-Fromentin, rue Hélène-Boucher, rue Louis-Martin-Chauffier (résidence Gwened-II incluse), rue Winston-Churchill, rue Gillot-de-Kerarden, rue Guillaume-Le Bartz, rue Michel-de-Montaigne, rue Winston-Churchill, chemin des Salines, jusqu'à la pointe des Émigrés. |  |
| 21 | Vannes-3      | Vannes                | 35 469           | 5 + fraction Vannes  | 1° Les communes suivantes : Meucon, Monterblanc, Saint-Avé, Saint-Nolff, Treffléan. 2° La partie de la commune de Vannes non incluse dans les cantons de Vannes-1 et de Vannes-2. |  |
|    |               |                       | 776 103 hab.     | 250                  | |  |

### Répartition par arrondissement
Contrairement à l'ancien découpage où chaque canton était inclus à l'intérieur d'un seul arrondissement, le nouveau découpage territorial s'affranchit des limites des arrondissements. Certains cantons peuvent être composés de communes appartenant à des arrondissements différents. Dans le département du Morbihan, c'est le cas de deux cantons (Grand-Champ et Moréac).
Le tableau suivant présente la répartition par arrondissement :
| N° | Canton      | Lorient              | Pontivy | Vannes              | Total                |
| -- | ----------- | -------------------- | ------- | ------------------- | -------------------- |
| 1  | Auray       | 7                    |         |                     | 7                    |
| 2  | Gourin      |                      | 29      |                     | 29                   |
| 3  | Grand-Champ |                      | 11      | 6                   | 17                   |
| 4  | Guer        |                      |         | 23                  | 23                   |
| 5  | Guidel      | 11                   |         |                     | 11                   |
| 6  | Hennebont   | 6                    |         |                     | 6                    |
| 7  | Lanester    | 2                    |         |                     | 2                    |
| 8  | Lorient-1   | fraction Lorient     |         |                     | fraction Lorient     |
| 9  | Lorient-2   | 1 + fraction Lorient |         |                     | 1 + fraction Lorient |
| 10 | Moréac      |                      | 9       | 14                  | 23                   |
| 11 | Muzillac    |                      |         | 15                  | 15                   |
| 12 | Ploemeur    | 3                    |         |                     | 3                    |
| 13 | Ploërmel    |                      | 29      |                     | 29                   |
| 14 | Pluvigner   | 11                   |         |                     | 11                   |
| 15 | Pontivy     |                      | 15      |                     | 15                   |
| 16 | Questembert |                      |         | 16                  | 16                   |
| 17 | Quiberon    | 16                   |         |                     | 16                   |
| 18 | Séné        |                      |         | 10                  | 10                   |
| 19 | Vannes-1    |                      |         | fraction Vannes     | fraction Vannes      |
| 20 | Vannes-2    |                      |         | 9 + fraction Vannes | 9 + fraction Vannes  |
| 21 | Vannes-3    |                      |         | 5 + fraction Vannes | 5 + fraction Vannes  |
|    |             | 58                   | 93      | 99                  | 250                  |